# Iliaz Vrioni
Iliaz Vrioni bég (albánul: Iliaz Bey Vrioni, nevének ejtése iljaz vɾiɔni; 1882 – Franciaország, Párizs, 1932. március 17.) albán politikus, diplomata. 1920–1921 között, 1924-ben előbb júniusban, majd decemberben két-két hétig Albánia miniszterelnöke, végül negyedszer is, 1927–1928 között külügyminiszterként volt hazájában kormányfő.
Nevének további írásváltozatai: Elias Vrioni, Ilias Vrioni, Iljaz Vrioni.

## Életútja
Gazdag dél-albániai földbirtokos család sarja, apja Mehmet Ali Vrioni, a 19. század végi albán nemzeti mozgalom egyik jeles alakja volt. 1904-ben Konstantinápolyban szerezte meg diplomáciai és államigazgatási diplomáját, majd az oszmán közigazgatásban dolgozott. 1908-ban Berat vezetője lett. Az Albánia függetlenségét kikiáltó vlorai nyilatkozat aláírói között volt 1912. november 28-án, majd az albán nemzetgyűlés képviselőjeként folytatta munkáját az első világháború kirobbanásáig. Tagja volt annak a Neuwiedbe utazó küldöttségnek, amely 1914. február 21-én felajánlotta az albán koronát Wilhelm zu Wied hercegnek.
A háború után, 1920 januárjában részt vett az ország közjogi helyzetét rendező lushnjai kongresszuson. 1920. december 10-én a Néppárt képviseletében kormányt alakított. Bár eleinte a nacionalista gyűjtőpárt tagja volt, Vrioni miniszterelnökként igyekezett pártatlan politikai folytatni. Az 1921. februári választások után, április 21-én megalakuló új albán nemzetgyűlésbe már saját politikai csoportosulása, a Független Párt vezetőjeként került be. Kormányán belül magára osztotta a külügyminiszteri feladatokat is, s e posztján diplomáciai úton harcolt az albán területeken állomásozó jugoszláv és görög csapatok kivonásáért, az 1913-as országhatárok visszaállításáért. Állandó kapcsolatban állt a Népszövetséggel, s miután a Nagykövetek Tanácsa bejelentette, hogy újra kívánják tárgyalni az ország határainak kérdését, július 1-jén a Vrioni-kabinet tiltakozásul lemondott. A Legfelsőbb Tanács végül jobb belátásra bírta Vrionit, aki július 11-én egy megváltozott összetételű kormány élén folytatta a miniszterelnöki munkát. Kabinetjének új tagjai között volt Sylejman Delvina (belügy), Pandeli Evangjeli (külügy) és Mehdi Frashëri (közmunkaügy és mezőgazdaság). Az ezt követően elért ideiglenes diplomáciai sikerek ellenére, miután Jugoszlávia nemzetközi fórumokon is bejelentette területi igényeit Észak-Albániára, majd 1921. október 16-án csapataik albán fennhatóság alatt álló területekre nyomultak be, válaszlépésül Vrioni és kormányának tagjai beadták lemondásukat.
Vrioni a nemzetgyűlésben folytatta a politikai munkát. Az 1924. januári választásokon az általa vezetett Független Párt tizennégy nemzetgyűlési mandátumot szerzett meg. Az 1924. március 2-án felálló, Shefqet Vërlaci vezette koalíciós kormányban a Független Párt is szerephez jutott, Vrioni kapta meg a külügyi tárcát. A júniusi forradalom kitörésekor, amikor a felfegyverzett Zogu- és kormányellenes erők a főváros felé tartottak, Shefqet Vërlaci miniszterelnök május 27-én átadta a kormányrudat Vrioninak, aki a külügyminiszteri tárcát is megtartotta. Június 1-jén immár miniszterelnökként általános mozgósítást rendelt el, a lázadók azonban végül elfoglalták Tiranát. Június 9-én Vrioni és Vërlaci is hajóra szállt és Bariba menekült, másnap pedig Zogu is elhagyta a fővárost. Távollétükben teljes vagyonelkobzás mellett mindhármukat halálra ítélték. Zogu az év végén csapataival a Szerb–Horvát–Szlovén Királyság felől átlépte az albán határt, és december 24-én elfoglalta Tiranát. Elkergette a júniusi forradalomban hatalomra került Fan Nolit, s Vrionit december 25-én visszahelyezte kormányfői posztjára. Jóllehet, Vrioni ténylegesen csak január 3-án tért vissza Olaszországból, s két nappal később, január 5-én már be is adta lemondását, Zogunak engedve át a kormányzást.
Vrioni 1925 májusában Párizsba is akkreditált londoni nagyköveti kinevezést kapott, s e poszton szolgált egészen 1928 márciusáig. (Nagyköveti tevékenysége azonban 1927 februárja után névleges volt, miután ekkortól különböző kormányzati pozíciókat töltött be hazájában.) 1926. július 30-án Albánia képviseletében ő ratifikálta Párizsban a firenzei protokoll néven ismert dokumentumot, amely véglegesen rendezte Albánia határait. Vrioni az 1927. február 12-én megalakult, Pjetër Poga vezette kormányban külügyminiszteri kinevezést kapott. Poga menesztését követően, 1927. október 25-étől külügyminiszterként már ő vezette a kormány munkáját. 1927. november 22-én albán részről Vrioni ellenjegyezte az Olaszországgal megkötött, második tiranai paktum néven ismert barátsági és biztonsági szerződést, amely a két ország katonai és pénzügyi együttműködését is szabályozta. Kormánya belső ellentétek – Abdurraman Dibra és Hilë Mosi miniszterek viszálya – miatt 1928. május 9-én lemondott, de Vrioni továbbra is a külügyi tárca élén maradt mint a május 11-én megalakult Hiqmet Delvina-kormány tagja. Ekkor már a fasiszta Olaszország politikai irányvonalához igazodás szószólói közé tartozott, külügyminiszterségét is ez határozta meg, a görögországi albánok jogaiért való küzdelem és a királyságba való átmenet diplomáciai előkészítése mellett. A Delvina-kormány 1928. szeptember 5-ei menesztése sem hozott változást pozíciójában, továbbra is ő vezette a külügyminisztériumot a még aznap megalakult Koço Kota-kormányban. 1929. január 14-én az időközben albán királlyá koronázott I. Zogu menesztette Vrionit a külügyminiszteri posztról, egyúttal Albánia párizsi nagykövetévé nevezte ki. A francia állam a Becsületrend főtiszti keresztjét adományozta neki. Már hosszú évek óta küzdött alkohol- és drogproblémákkal, amikor ötvenévesen Párizsban meghalt.